# جوزيف إدغار شامبرلن
جوزيف إدغار شامبرلن (بالإنجليزية: Joseph Edgar Chamberlin)‏ هو رئيس تحرير صحيفة أمريكي، ولد في 1851 في قرية نيوبوري، وتوفي في 1935 في هانسون في الولايات المتحدة.